# Tom and Jerry in War of the Whiskers
Tom and Jerry in War of Whiskers é um jogo lançado para PlayStation 2 em 18 de Novembro de 2002, para Nintendo GameCube em 4 de Janeiro de 2003 e para Xbox em 6 de Dezembro de 2003.

## Gameplay
Tom and Jerry in War of Whiskers é uma sequência de Tom and Jerry in Fists of Furry tendo a mesma jogabilidade e personagens desbloqueaveis quando luta com um personagem vs outros personagens. Os mapas são as mesma do jogo original (é tipo um Remake.)